# بلک‌بری تبلت اواس
بلک‌بری تبلت اواس (انگلیسی: BlackBerry Tablet OS) یک سیستم‌عامل مبتی بر سیستم‌عامل بی‌درنگ QNX Neutrino ساخت شرکت بلک‌بری لیمیتد است که برای اجرای برنامه‌های ادوبی ایر و بلک‌بری وب‌ورکس طراحی شده است و در حال حاضر برای رایانه تبلت بلک‌بری پلی‌بوک در دسترس است. بلک‌بری تبلت اواس اولین تبلتی است که سیستم عامل QNX را اجرا می کند.
یک سیستم عامل مشابه مبتنی بر QNX، معروف به بلک‌بری ۱۰، جایگزین سیستم عامل قدیمی بلک بری در گوشی ها پس از نسخه ۷ شد.